# Brectouville
Brectouville és un municipi francès situat al departament de la Manche i a la regió de Normandia. L'any 2007 tenia 143 habitants.

## Demografia

### Població
El 2007 la població de fet de Brectouville era de 143 persones. Hi havia 55 famílies de les quals 12 eren unipersonals (8 homes vivint sols i 4 dones vivint soles), 16 parelles sense fills, 23 parelles amb fills i 4 famílies monoparentals amb fills.
La població ha evolucionat segons el següent gràfic:
Habitants censats

### Habitatges
El 2007 hi havia 55 habitatges, 54 eren l'habitatge principal de la família i 1 era una segona residència. Tots els 55 habitatges eren cases. Dels 54 habitatges principals, 42 estaven ocupats pels seus propietaris, 11 estaven llogats i ocupats pels llogaters i 1 estava cedit a títol gratuït; 3 tenien dues cambres, 7 en tenien tres, 14 en tenien quatre i 30 en tenien cinc o més. 52 habitatges disposaven pel capbaix d'una plaça de pàrquing. A 19 habitatges hi havia un automòbil i a 34 n'hi havia dos o més.

### Piràmide de població
La piràmide de població per edats i sexe el 2009 era:
| Homes | Edats   | Dones |
| ----- | ------- | ----- |
| 0     | 95 o +  | 0     |
| 0     | 90 a 94 | 0     |
| 0     | 85 a 89 | 0     |
| 0     | 80 a 84 | 0     |
| 0     | 75 a 79 | 0     |
| 0     | 70 a 74 | 0     |
| 4     | 65 a 69 | 8     |
| 4     | 60 a 64 | 8     |
| 4     | 55 a 59 | 0     |
| 4     | 50 a 54 | 4     |
| 4     | 45 a 49 | 4     |
| 12    | 40 a 44 | 12    |
| 4     | 35 a 39 | 4     |
| 4     | 30 a 34 | 8     |
| 4     | 25 a 29 | 4     |
| 12    | 20 a 24 | 0     |
| 12    | 15 a 19 | 0     |
| 12    | 10 a 14 | 8     |
| 8     | 5 a 9   | 0     |
| 8     | 0 a 4   | 4     |

## Economia
El 2007 la població en edat de treballar era de 111 persones, 81 eren actives i 30 eren inactives. De les 81 persones actives 78 estaven ocupades (45 homes i 33 dones) i 3 estaven aturades (3 dones i 3 dones). De les 30 persones inactives 8 estaven jubilades, 14 estaven estudiant i 8 estaven classificades com a «altres inactius».

### Ingressos
El 2009 a Brectouville hi havia 62 unitats fiscals que integraven 157,5 persones, la mediana anual d'ingressos fiscals per persona era de 18.328 €.

### Activitats econòmiques
L'únic establiment que hi havia el 2007 era d'una empresa d'hostatgeria i restauració.
L'any 2000 a Brectouville hi havia 14 explotacions agrícoles que ocupaven un total de 427 hectàrees.

## Poblacions més properes
El següent diagrama mostra les poblacions més properes.